# Liste der Bischöfe von Cavaillon
Die folgenden Personen waren Bischöfe von Cavaillon (Frankreich):
- Heiliger Genialis
- 439–451: Julien
- um 459: Porcien
- 517–529: Philagrius
- um 549: Pretextat
- um 585: Veranus von Cavaillon
- um 788: Loup
- um 875: Hildebold
- 906–916: Renard
- um 951: Heribert
- um 972: Didier I.
- 976–979: Walcaud
- um 982: Dietrich
- 991–1014: Enguerrand
- um 1031: Peter I.
- um 1055: Clement
- 1070–1075: Raoul
- 1082–1095: Didier II.
- um 1103: Johannes I.
- um 1140–um 1155: Alfant
- 1156–1178: Benedikt
- 1179–1183: Pons I.
- 1184–1202: Bermond
- 1203–um 1225: Bertrand I. de Durfort
- um 1230–um 1250: Gottfried I.
- 1251–1261: Rostaing Belinger
- 1267–1277: Giraud
- 1278–um 1280: André I.
- 1282–um 1310: Bertrand II. Imbert
- 1311–1317: Pons II Auger de Laneis
- 1322–um 1327: Gottfried II.
- um 1330: Berenger I.
- um 1332: Raimond
- 3. August 1334 bis 1366: Philippe de Cabassole
- 1366–1387: François I. de Cardaillac
- 1387–1395: Hugues de Magialla
- 1395–um 1403: André II.
- um 1405: Pierre II.
- um 1408: Guillaume I.
- um 1409–1421: Nicolas de Johannaccio
- 1421–1424: Guillaume II.
- 1426–um 1430: Bernard Carbonet de Riez
- um 1432: Ferrier Galbert
- um 1433: Jean II. de La Roche
- um 1437: Barthélémi
- 1439 bis 28. Januar 1447: Pierre III. Porcher
- 1449–um 1478: Palamède de Carretto
- um 1484: Toussaint de Villeneuve
- um 1496: Jean III. Passert
- um 1501: Louis I. Passert
- 28. April 1501 bis 1507: Bernardino oder Beranger (II.) Gamberia de Benasque
- 22. November 1507 bis 13. August 1524: Jean-Baptiste I. Pallavicini
- 1525–1537: Marius Maffei
- 1538 bis 3. Juli 1541: Jérôme I. Ghinucci
- 1541–um 1568: Pierre IV. Ghinucci
- 1569–1584: Christophe Scotti
- 1584–1585: Dominique Grimaldi
- 1585–1591: Pompée Rochi de Lucques
- 1592–1596: François II. Bordini
- 1597–1608: Jérôme II. Centelles
- 1610–1616: Octave Mancini
- 1616–1646: Fabrice de La Bourdaisière
- 23. September 1646 bis 1657: Louis II. de Fortia
- 1657 bis 23. Juli 1659: François III. Hallier
- 1660 bis 27. Juni 1663: Richard de Sade
- 4. September 1665 bis 21. Dezember 1707: Jean-Baptiste II. de Sade de Mazan
- 1709–1742: Joseph de Guyon de Crochans
- 1742–1756: François-Marie Manzi
- 1756 bis 5. September 1760: Pierre-Joseph Artaud
- 16. Februar 1761 bis 1790: Louis-Joseph Crispin des Achards de La Baume